# Jorge Ortiz Torres
Jorge Eduardo Ortiz Torres (Quillota, 23 de enero de 2004) es un futbolista profesional chileno que se desempeña como mediocampista y actualmente milita en Deportes La Serena de la Primera División de Chile.

## Trayectoria

### Universidad Católica
Comenzó sus inferiores en Universidad Católica a la edad de 16 años, tras llegar desde San Luis de Quillota. En 2021, debido a una depresión estuvo a punto de dejar el fútbol. Finalmente, el 6 de enero de 2023, firmó su primer contrato profesional.
Debutó el 8 de abril de 2023 contra Deportes Colina por los octavos de final de la fase regional de la Copa Chile, tras ingresar por Cristian Cuevas al minuto 87. El 26 de agosto tras disputar con el club 7 encuentros, jugó su primer partido como titular ante Ñublense por la Primera División donde marcó su primera anotación como jugador profesional en el triunfo 2 a 1 de su club.

## Estadísticas

### Clubes
| Club                         | Div.          | Temporada     | Liga  | Liga  | Copas nacionales | Copas nacionales | Copas internacionales | Copas internacionales | Total | Total |
| Club                         | Div.          | Temporada     | Part. | Goles | Part.            | Goles            | Part.                 | Goles                 | Part. | Goles |
| ---------------------------- | ------------- | ------------- | ----- | ----- | ---------------- | ---------------- | --------------------- | --------------------- | ----- | ----- |
| Universidad Católica · Chile | 1.ª           | 2023          | 12    | 1     | 2                | 0                | —                     | —                     | 14    | 1     |
| Universidad Católica · Chile | 1.ª           | 2024          | 6     | 0     | 0                | 0                | —                     | —                     | 6     | 0     |
| Universidad Católica · Chile | Total club    | Total club    | 18    | 1     | 2                | 0                | 0                     | 0                     | 20    | 1     |
| Total carrera                | Total carrera | Total carrera | 18    | 1     | 2                | 0                | 0                     | 0                     | 20    | 1     |
| 1. 2.                        |               |               |       |       |                  |                  |                       |                       |       |       |

### Resumen estadístico
| Competición               | Partidos | Goles |
| ------------------------- | -------- | ----- |
| Primera División de Chile | 18       | 1     |
| Copa Chile                | 2        | 0     |
| Total                     | 20       | 1     |